# Pteropliini

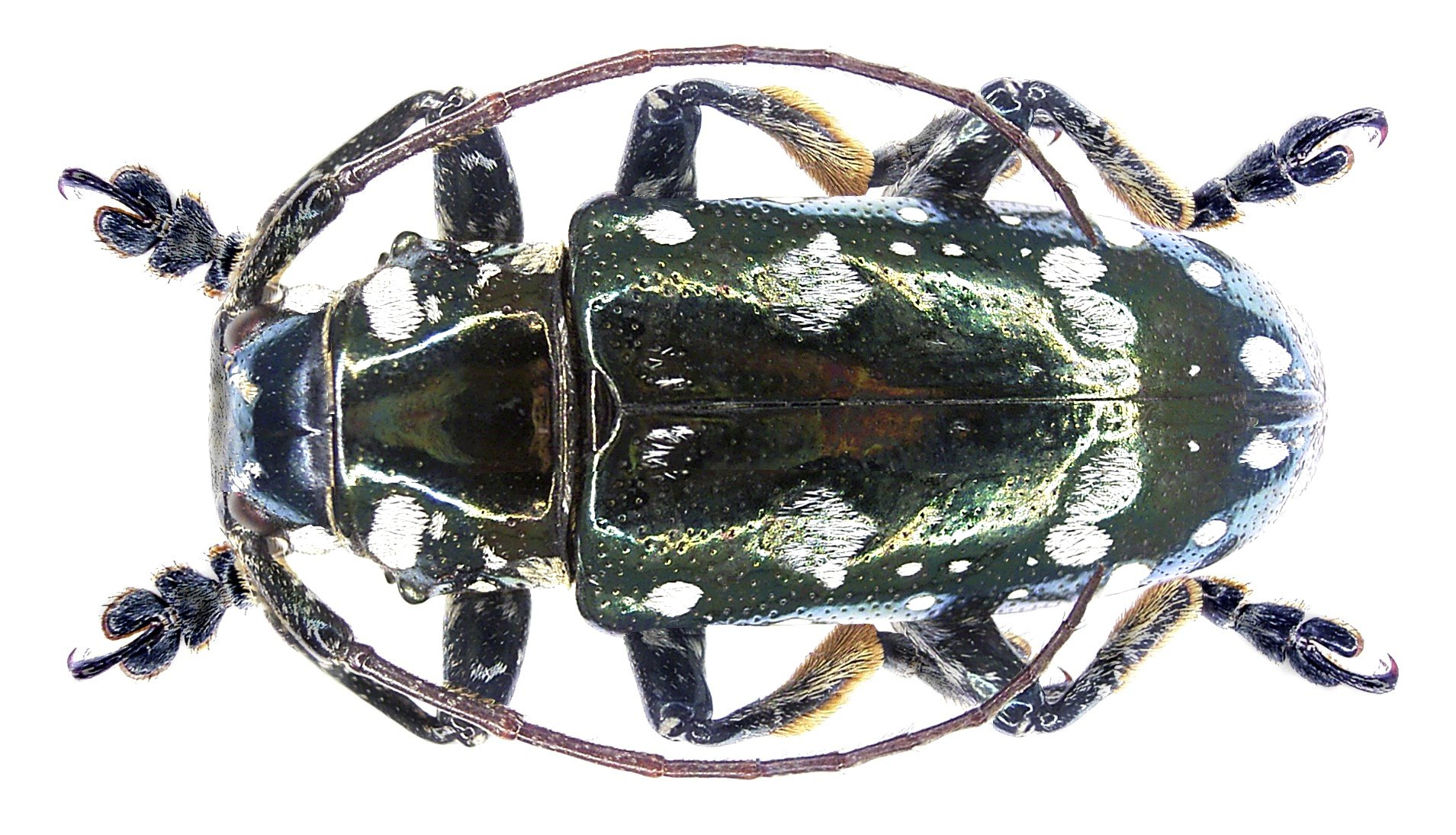
Abryna metallica

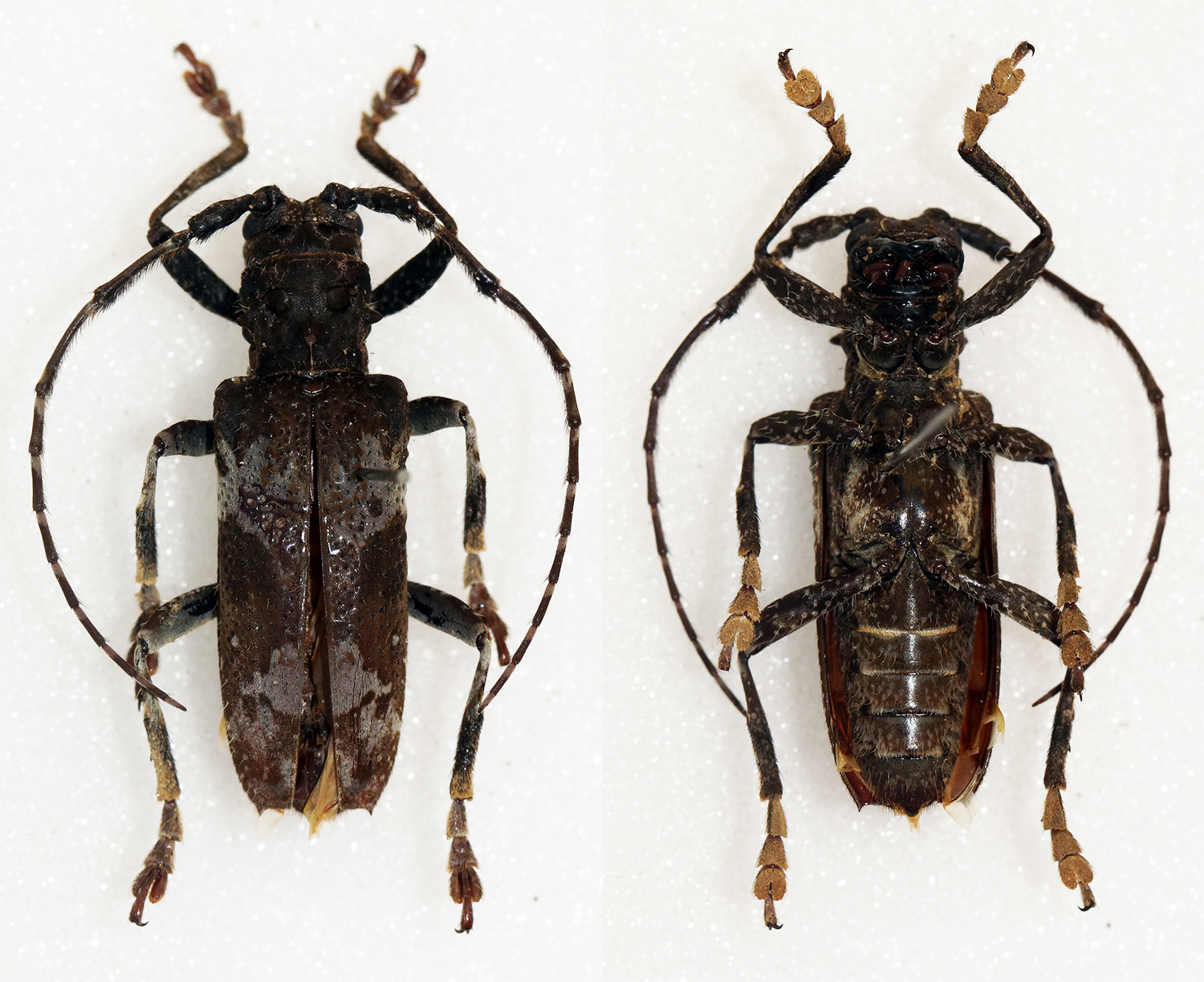
Baraeus aurisecator

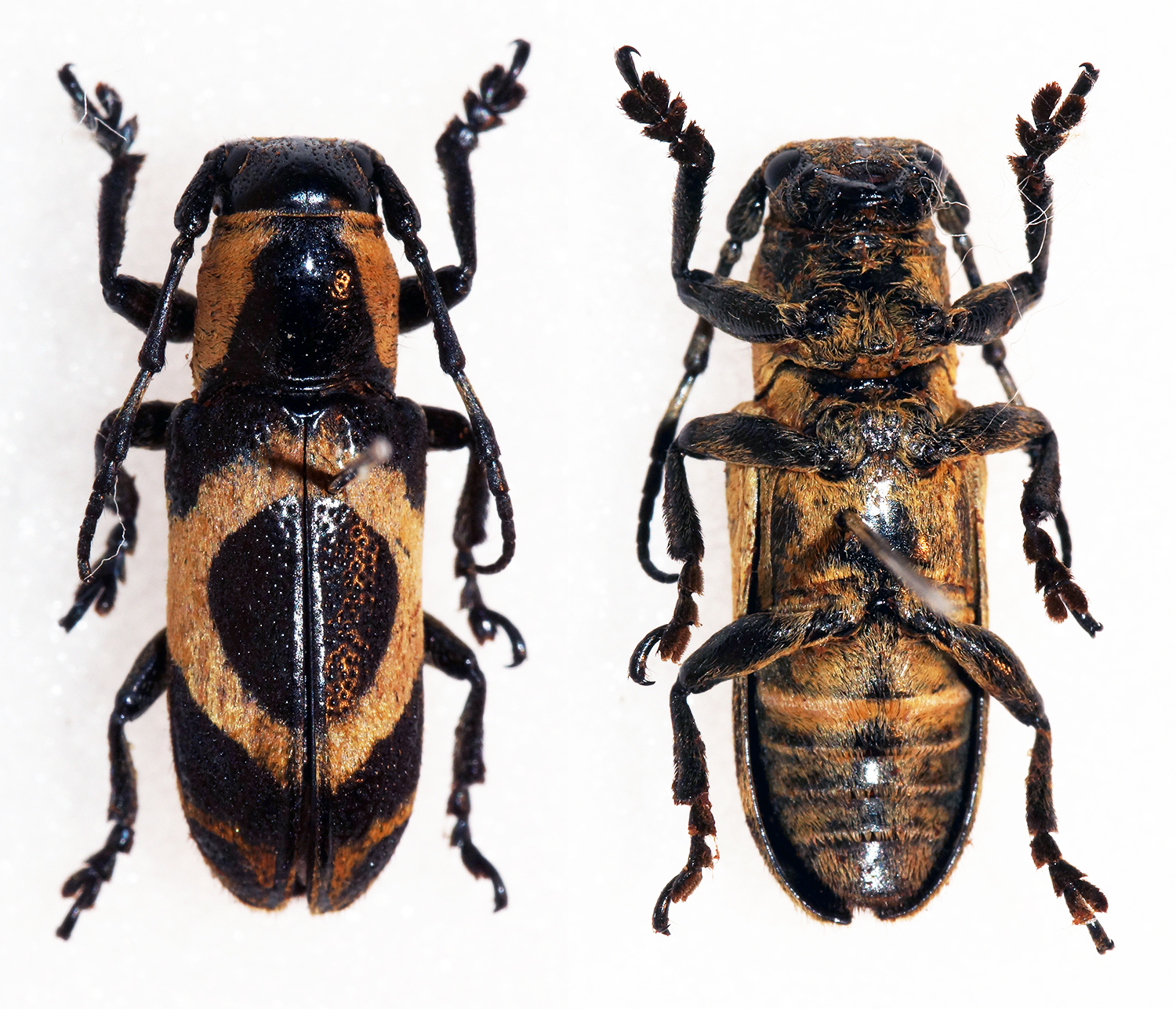
Callimetopus rhombifer

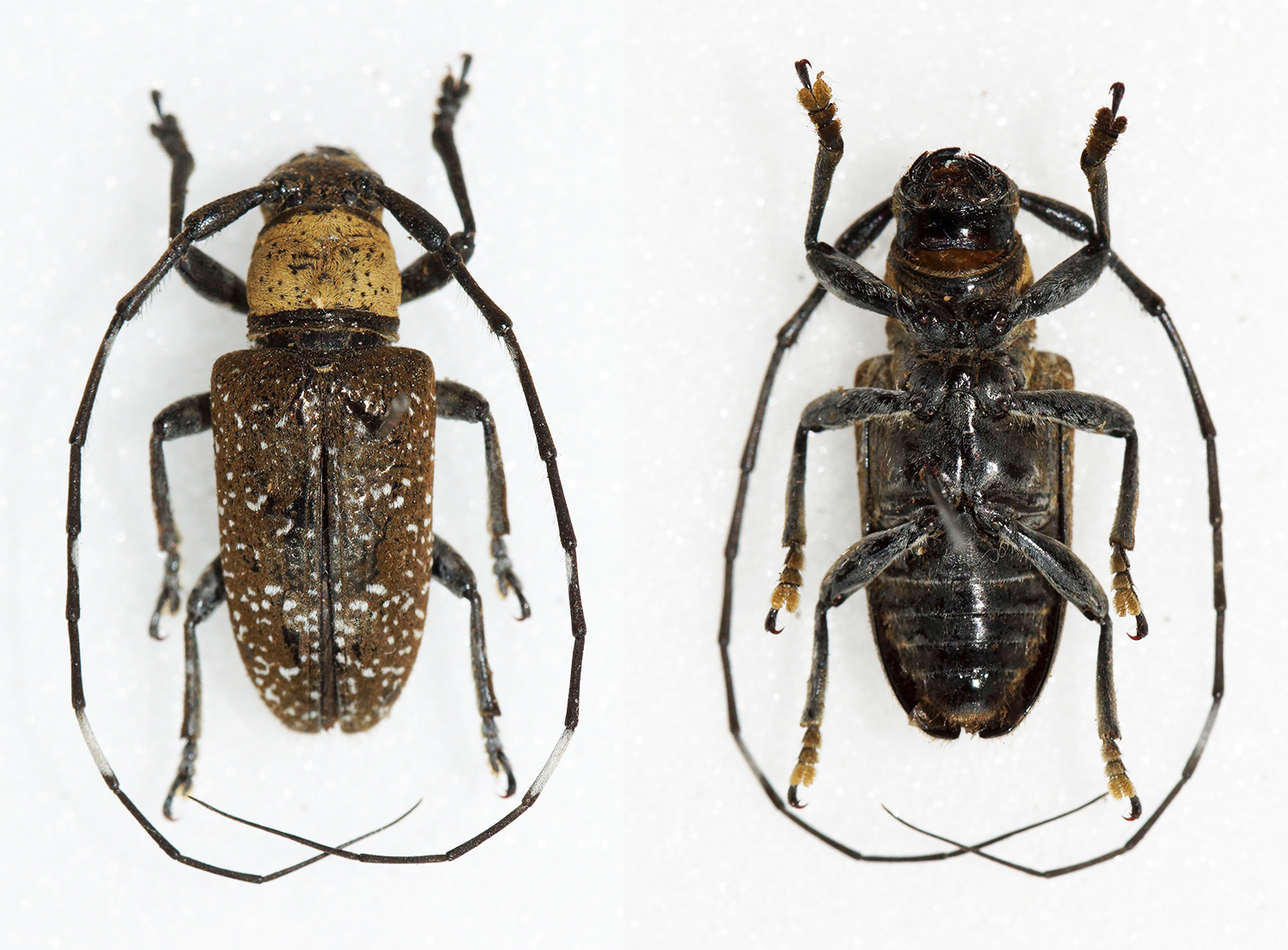
Eczemotellus subtilipictus

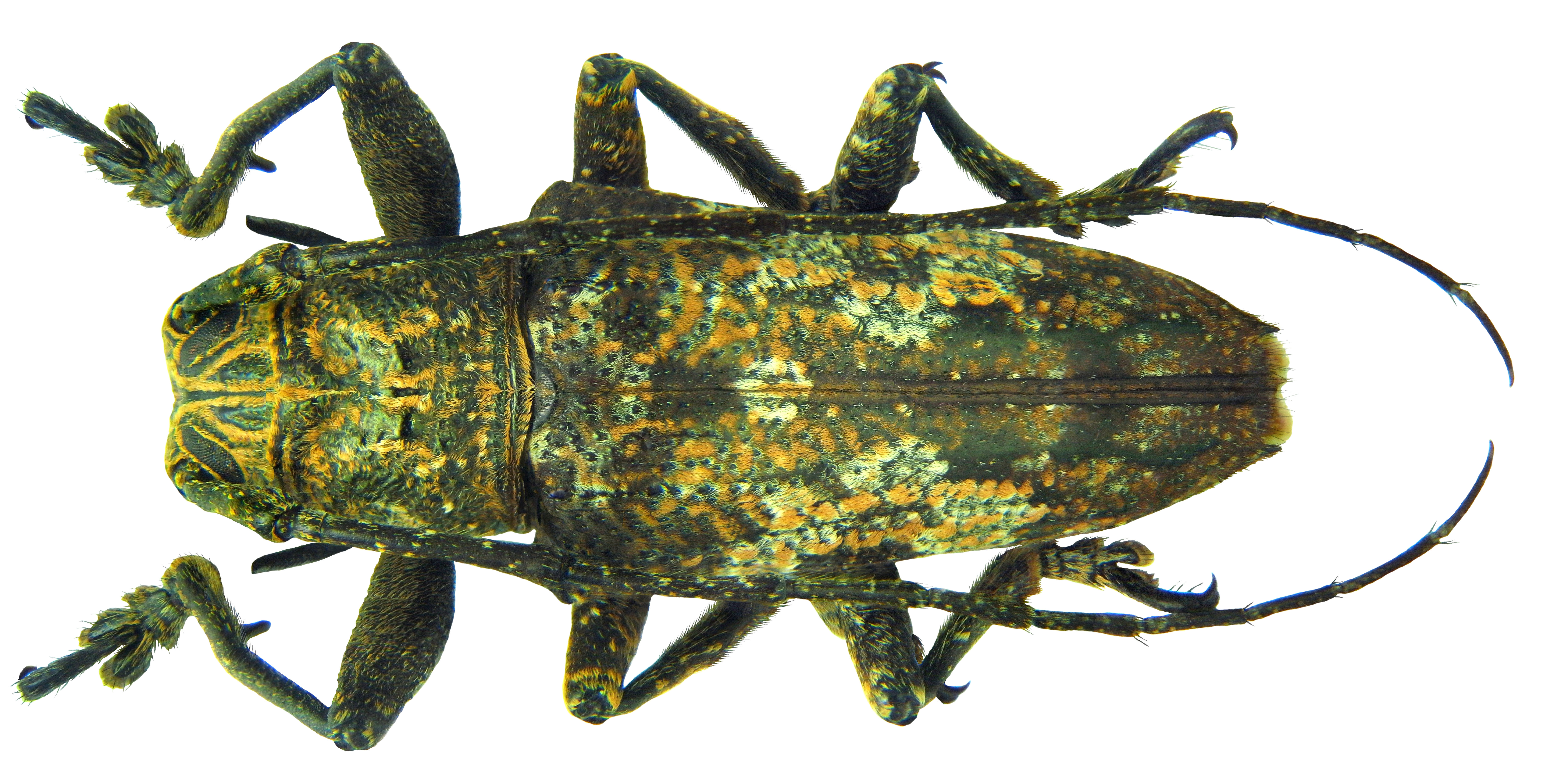
Ischioplites metutus

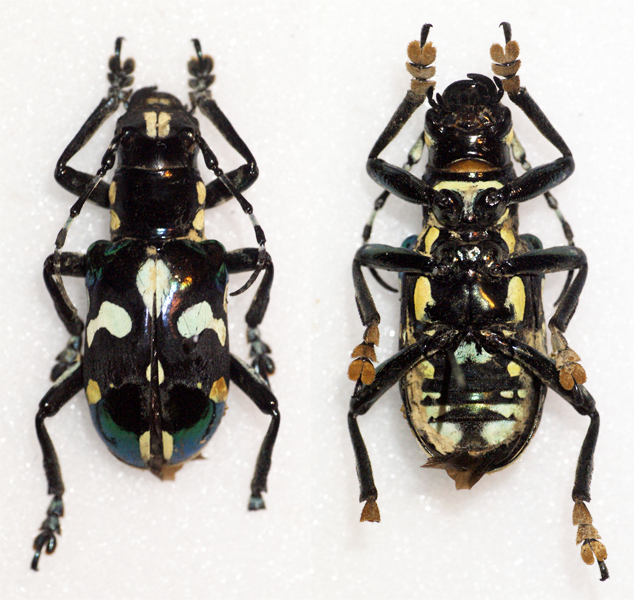
Mimacronia alboplagiata

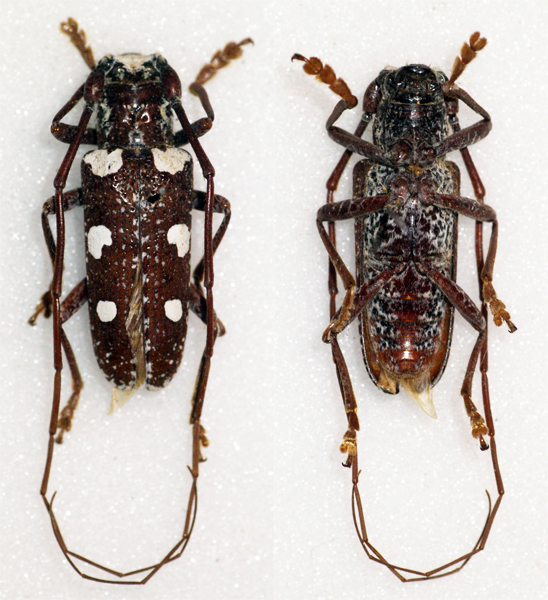
Protorhopala sexnotata

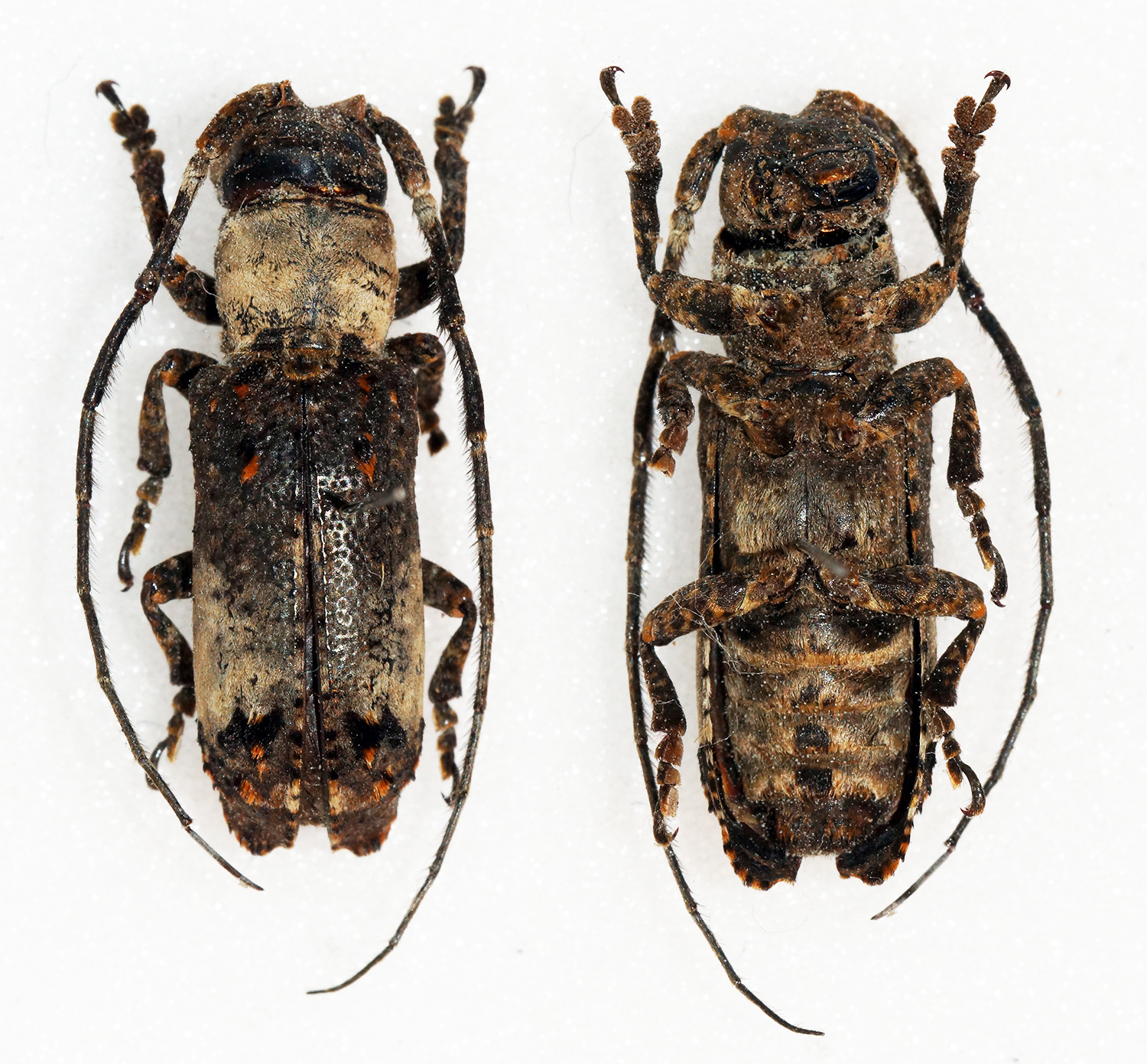
Sthenias puncticornis

Pteropliini – plemię chrząszczy z rodziny kózkowatych i z podrodziny Lamiinae.

## Zasięg występowania
Większość gatunków występuje w strefie tropikalnej całego świata, najliczniejsze są Krainie Orientalnej. W Holarktyce około 90 gatunków.

## Systematyka
Do Pteropliini zalicza się  ok. 2060 gatunków zgrupowanych w 205 rodzajach:

- Abaraeus
- Abryna
- Acanthetaxalus
- Achriotypa
- Acronia
- Agniolophia
- Albana
- Albapomecyna
- Alidopsis
- Alidus
- Anaches
- Anobrium
- Apatelarthron
- Aprophata
- Ataxia
- Atybe
- Baraeus
- Batrachorhina
- Bourbonia
- Brachyale
- Callimetopoides
- Callimetopus
- Catafimbria
- Cenodocus
- Cicatripraonetha
- Corrhenes
- Cristodesisa
- Cryptocranium
- Cubilia
- Cyardium
- Cyphoscyla
- Dasyerrus
- Daxata
- Demodioides
- Desisa
- Desisella
- Desisopsis
- Diexia
- Dystasia
- Dystasiopsis
- Eczemotellus
- Eczemothea
- Egesina
- Emphytoecia
- Emphytoeciosoma
- Eosthenias
- Epectasis
- Epopea
- Esaete
- Esthlogena
- Esthlogenopsis
- Etaxalus
- Exarrhenodes
- Exarrhenus
- Falsocoedomea
- Falsoprosoplus
- Falsoterinaeopsis
- Falsozorilispe
- Faustabryna
- Galofus
- Gibbomesosella
- Grammoechus
- Hathliolophia
- Heterotaxalus
- Ischnia
- Itheum
- Latabryna
- Leptomesosella
- Lychrosimorphus
- Macropraonetha
- Marmylaris
- Mesosella
- Metagnoma
- Microlophia
- Micropraonetha
- Milothris
- Mimabryna
- Mimacronia
- Mimaspurgus
- Mimatossa
- Mimectatosia
- Mimetaxalus
- Mimiphiastus
- Mimischnia
- Mimodesisa
- Mimomenyllus
- Mimoniphona
- Mimoprosoplus
- Mimopterolophia
- Mimosthenias
- Mimotropidema
- Mispila
- Mispilodes
- Mispilopsis
- Moron
- Mussardia
- Niphabryna
- Niphecyra
- Nipholophia
- Niphona
- Niphopterolophia
- Niphosoma
- Niphotragulus
- Niphovelleda
- Ophthalmocydrus
- Parabryna
- Paracoedomea
- Paracomeron
- Paracorrhenes
- Paradesisa
- Paradiexia
- Paralophia
- Paralychrosimorphus
- Paramenyllus
- Paramesosella
- Paramispila
- Paramispilopsis
- Paramoron
- Paramussardia
- Paramussardiana
- Paranaches
- Paraniphona
- Parapeleconus
- Paraphemone
- Parastesilea
- Parasthenias
- Paratybe
- Parazosmotes
- Parepectasoides
- Paretaxalus
- Parexarrhenus
- Penthea
- Pentheopraonetha
- Phemonoides
- Phemonopsis
- Phesates
- Phesatiodes
- Proanobrium
- Prosoplus
- Protorhopala
- Pseudabryna
- Pseudalidus
- Pseudaprophata
- Pseudelasma
- Pseudetaxalus
- Pseudeuclea
- Pseudocomeron
- Pseudolophia
- Pseudomenyllus
- Pseudomiccolamia
- Pseudomoron
- Pseudomussardia
- Pseudoparmena
- Pseudostesilea
- Pterolamia
- Pterolophia
- Pterolophiella
- Pteroplius
- Pterotragula
- Rhaphiptera
- Rhaphipteroides
- Rhytiphora
- Ropicomorphoides
- Scaposodus
- Sesiosa
- Similocorus
- Similosodus
- Sodopsis
- Soridopsis
- Sotades
- Spinegesina
- Spinetaxalus
- Spinopraonetha
- Spinosodus
- Squamosaperdopsis
- Stephanomenyllus
- Stesilea
- Sthenias
- Sybropis
- Sybropraonetha
- Synelasma
- Synixais
- Temnosceloides
- Thaumasesthes
- Thita
- Tigranella
- Tricheczemotes
- Trichepectasis
- Tricholophia
- Trichoniphona
- Trichopterolophia
- Trichovelleda
- Tuberculetaxalus
- Tuberculosodus
- Xiphotheata
- Xynenon
- Zaeera
- Zaeeroides
- Zaeeropsis
- Zosmotes